# Кадобна
Кадобна (укр. Кадобна) — село в Брошнев-Осадской поселковой общине Калушского района Ивано-Франковской области Украины.
Население по переписи 2001 года составляло 1327 человек. Занимает площадь 13,047 км². Почтовый индекс — 77341. Телефонный код — 03472.